# Cena Arthura Schnitzlera
Cena Arthura Schnitzlera (německy Arthur-Schnitzler-Preis) je rakouské literární ocenění, udělované nepravidelně od roku 2002 Společností Arthura Schnitzlera (německy Die Arthur Schnitzler-Gesellschaft), sídlící ve Vídni. Toto literární ocenění je honorováno finanční částkou ve výši 10000 euro. 

## Seznam laureátů (2002–)

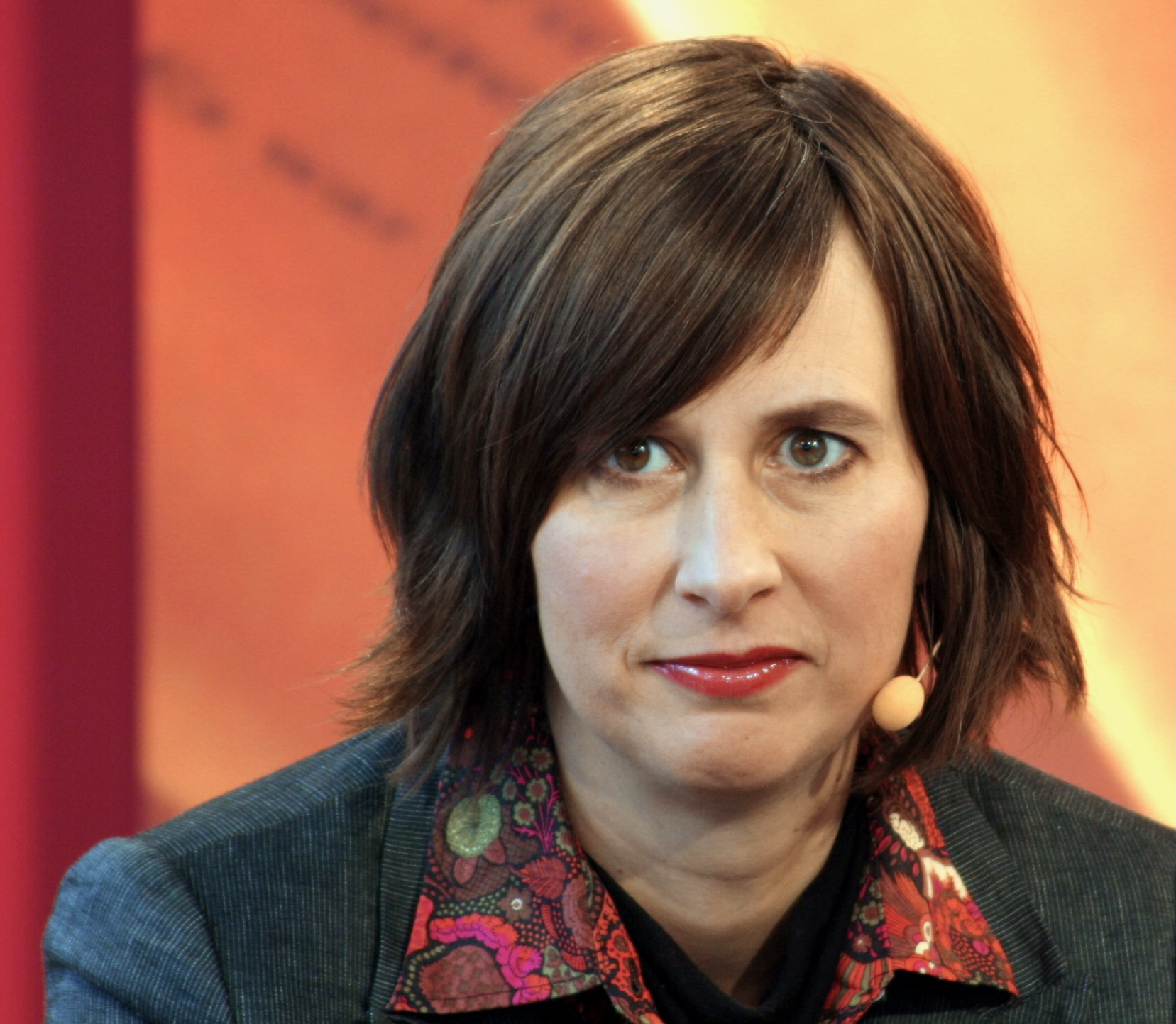
Kathrin Röggla, rakouská spisovatelka

- 2002 – Franzobel[1][2]
- 2006 – Gert Jonke[3]
- 2012 – Kathrin Röggla[4]